# ولادیمیر دلمان
ولادیمیر دلمان (انگلیسی: Vladimir Delman; ۱ ژانویهٔ ۱۹۲۳ – ۲۸ اوت ۱۹۹۴) یک رهبر (موسیقی) اهل روسیه بود.
او در سال ۱۹۷۴ کشور خود را ترک کرد و مقیم ایتالیا شد. دلمان در ۱۹۹۳ ارکستر سمفونی میلان را بنیاد گذارد.